# ルカ・ミリヴォイェヴィッチ
ルカ・ミリヴォイェヴィッチ（セルビア語: Лука Миливојевић, Luka Milivojević, 1991年4月7日 - ）は、セルビア・クラグイェヴァツ出身のサッカー選手。UAEプロリーグ・アル・アハリ・ドバイ所属。ポジションはミッドフィールダー。

## 経歴

### セルビア
地元のFKラドニチュキ1923でキャリアをスタートさせ、やがてFKラド・ベオグラードに移籍。才能を認められ、1年後の2011年12月19日にはセルビア・スーペルリーガの強豪であるレッドスター・ベオグラードに移籍した。

### アンデルレヒト
2013年1月26日、ベルギー、ジュピラー・プロ・リーグ・RSCアンデルレヒトに5年契約で移籍した。

### クリスタル・パレス
2017年1月31日、プレミアリーグのクリスタル・パレスFCに3年半契約で移籍。入った当時、チームは下位に沈んでおり、チームの気付け役として期待された。キャプテンに就任した2018-19シーズンは、10月29日のプレミアリーグ・アーセナル戦でMVP選手に選ばれるなど、クラブの主力としてリーグ戦通算38試合12得点を記録した。その12得点のうち10点をPKで決め、「PK職人」として知られるようになった。

### アル・アハリ・ドバイ
2023年8月8日、アル・アハリ・ドバイに加入した。

### 代表
FKラドでの活躍が認められ、2011年11月29日にUEFA EURO 2012予選のイタリア代表、スロベニア代表と戦うセルビアA代表に初招集された。2012年11月14日のチリ代表との親善試合で代表初出場。2012年、2018年の2つのワールドカップ予選にも召集されている。2017年10月6日のワールドカップ予選オーストリア戦で代表初得点を挙げた。

## 代表歴

### 出場大会
- セルビア代表
  - 2018 FIFAワールドカップ

### 試合数
- 国際Aマッチ 39試合 1得点（2012年-2020年）[6]

| セルビア代表 | 国際Aマッチ | 国際Aマッチ |
| 年           | 出場        | 得点        |
| ------------ | ----------- | ----------- |
| 2012         | 1           | 0           |
| 2013         | 6           | 0           |
| 2014         | 0           | 0           |
| 2015         | 4           | 0           |
| 2016         | 9           | 0           |
| 2017         | 5           | 1           |
| 2018         | 6           | 0           |
| 2019         | 6           | 0           |
| 2020         | 2           | 0           |
| 通算         | 39          | 1           |